# 新烏奧揚
新乌奥扬（羅馬化：Novyy Uoyan，羅馬化：Shene Uoian）是俄罗斯布里亚特共和国的市级镇，属北贝加尔区，位于上安加拉河沿岸附近地区，在北贝加尔斯克市东北约160（99英里）处。
该地2021年人口有2,975人；2010年人口3,275；1989年人口9,547。